# 久賀島
久賀島（日语：／ Hisakajima */?）是位於日本長崎縣西部的五島列島中的一個島嶼，在行政區劃上屬於長崎縣五島市。久賀島面積約37.35平方公里，2010年人口普查時有人口395人。久賀島是五島列島中面積僅次於福江島、中通島的第三大島，位於福江島東北、奈留島西南。

## 外部連結
- 五島市ホームページ（公式サイト）**（页面存档备份，存于）
- 重要文化的景観の島 久賀島 Facebookページ （页面存档备份，存于）
- 久賀島ブログ （页面存档备份，存于）
- 国指定文化財等データベース（文化庁）

1. ↑  .   [2017-07-16]. （原始内容存档于2017-07-30）.